# Melanophylla
Melanophylla là một chi thực vật đặc hữu của Madagascar. Nó gồm có 7 loài, dạng sống chủ yếu là cây thân gỗ nhỏ hay cây bụi. Hệ thống APG II năm 2003, giống như một số phân loại cũ hơn đưa chi này vào trong họ đơn chi, với danh pháp Melanophyllaceae (Takht.); nhưng với điều khoản cho rằng "Một vài họ là đơn chi và có thể hợp nhất khi các mối quan hệ nhóm chị-em được hỗ trợ tốt đã được xác lập.". Mối quan hệ như vậy đã được thiết lập cho các chi này vào năm 2004, tạo ra mô tả hiện tại của họ Torricelliaceae..

## Các loài
- Melanophylla alnifolia Baker
- Melanophylla angustior McPherson & Rabenantoandro
- Melanophylla aucubifolia Baker
- Melanophylla crenata Baker
- Melanophylla madagascariensis Keraudren
- Melanophylla modestei G.E. Schatz, Lowry & A.-E. Wolf
- Melanophylla perrieri Keraudren